# Reserva cognitiva
La reserva cognitiva es un concepto neuropsicológico que se refiere a la tolerancia cognitiva o psíquica frente a los cambios cerebrales fisiológicos relacionados con la edad o alguna patología, sin presentar síntomas clínicos. La reserva cognitiva parece ser un cambio en la estructura misma del cerebro y de su forma de procesamiento de la información.
Existen numerosos casos reportados de estudios post mortem a individuos cuya autopsia muestra una atrofia cerebral de media a moderada pero sin haber presentado síntomas clínicos en vida. La presencia de individuos con niveles importantes de atrofia cerebral pero con un nivel de funcionamiento cognitivo mejor a lo esperado para este nivel de patología es lo que ha hecho a los investigadores en neurociencia desarrollar el concepto de reserva cognitiva.

## Reserva cognitiva y reserva cerebral
La reserva cerebral es un concepto ligado a la reserva cognitiva, que se refiere a las capacidades de reservas relacionadas con la estructura misma del telencéfalo. Son diferencias individuales en el propio cerebro que permiten a algunos individuos compensar mejor la patología que a otros. Es de carácter cuantitativo, se han sugerido que características como el tamaño del cerebro mismo (volumen intracraneal), un número mayor de neuronas mielinizadas, mayor cantidad de sinapsis y neuronas piramidales más grandes, se relacionan como un factor protector contra las decadencia cognitiva de la edad y de sus patologías relacionadas. De igual manera las experiencias vividas pueden influir en la neuroanatomía de nuestro cerebro contribuyendo a la neurogénesis adulta la angiogénesis, haciendo nuestro cerebro más resistente a la apoptosis y regulando la plasticidad neuronal.
Por otro lado, la reserva cognitiva se refiere a una mejora funcional en lugar de simplemente estructural y se ha asociado con una amplia variedad de factores intelectuales, sociales y físicos que se presentan en la vida diaria de un individuo a lo largo de su ciclo vital. Este concepto se relaciona con la forma en que los individuos manejan las informaciones de su medio y las procesan para la realización de una tarea. Las investigaciones apuntan a que factores como el nivel de educación, la realización de ciertas actividades recreativas estimulantes y el bilingüismo, están fuertemente ligados a la reserva cognitiva.
La diferencia entre los conceptos de reserva cognitiva y reserva cerebral es la correlación causa efecto. Normalmente es poco específico si estas diferencias individuales son resultado de la genética o de factores puramente ambientales —una persona puede obtener un nivel avanzado de educación u ocupar su tiempo en actividades estimulantes, bien porque su cerebro esta genéticamente habilitado para ello y le permite tener éxito en los estudios o le da cierta predilección por la lectura que por otras actividades o bien porque al elegir realizar estas actividades influimos en la estructura cerebral cambiándola y haciéndolas más resistentes al daño patológico.

## Tipos de reserva cognitiva y reserva cerebral
Existen dos vías de reserva cognitiva: una de prevención —esto es una reserva neural, producto de las diferencias individuales en el procesamiento cognitivo. Influye en las redes neuronales existentes, al hacerlas más eficientes, capaces o flexibles, haciéndolas más resistentes a ser interrumpidas o dañadas por la presencia de una enfermedad— y un mecanismo de compensación —donde redes neuronales alternas podrían subsanar el daño patológico al reemplazar las redes neurales afectadas.
La reserva cerebral tiene dos subtipos al igual que la anterior: pasiva —la reserva relacionada con el tamaño del cerebro o el conteo total de neuronas con las que venimos ya predeterminados genéticamente a tener— y activa —mecanismos de compensación que realiza el cerebro para luchar contra los cambios realizados por la enfermedad.

## Reserva cognitiva y enfermedades neurológicas asociadas
Son varias las enfermedades donde se ha encontrado que el estilo de vida pre-mórbido del paciente puede influenciar en la manifestación clínica y en las afectaciones funcionales presentadas. Las demencias, en especial la enfermedad de Alzheimer, son las que más se han ligado al concepto de reserva cognitiva, pero también se ha relacionado este con la esquizofrenia, el envejecimiento no patológico y el deterioro cognitivo leve o moderado.

## Alzheimer y reserva cognitiva
El alzhéimer es una enfermedad neurodegenerativa, de carácter crónico, que es la principal causa de demencia diagnosticada a nivel clínico. . De igual manera, es el tipo de demencia más estudiado en relación con la Reserva Cognitiva. Son varias las investigaciones que hablan sobre la correlación de factores protectores (tanto activos como pasivos) con una menor presencia de síntomas cognitivos, a pesar de los niveles elevados de patología cerebral. Características morfológicas del cerebro humano se han relacionado con una disminución de presentación del cuadro clínico de la enfermedad de Alzheimer, es decir con una Reserva Cerebral.